# Benediktus Hardorp
Benediktus Hardorp (geboren am 12. April 1928 in Bremen; gestorben am 7. März 2014 in Mannheim) war ein deutscher Wirtschaftswissenschaftler und Anthroposoph.

## Leben
Hardorp studierte Wirtschaftswissenschaften und Philosophie und wurde 1958 an der Universität Freiburg promoviert. Er begründete ein eigenes Büro als Wirtschaftsprüfer und Steuerberater zunächst in Heidelberg, später in Mannheim. Außerdem fungierte er ehrenamtlich als Mitglied in berufsständischen Gremien der Wirtschaftsprüfer und Steuerberater.
Hardorp engagierte sich außerdem in der Waldorfschulbewegung und war maßgeblich beteiligt an der Gründung der Waldorfschule in Mannheim im Jahr 1972 sowie an der Gründung der Freien Hochschule für anthroposophische Pädagogik in Mannheim (heute Akademie für Waldorfpädagogik) im Jahr 1978. Er wirkte auch als Vorstandsmitglied dieser beiden Institutionen und war von 1979 bis 2007 im Vorstand des Bundes der Freien Waldorfschulen tätig. Zudem initiierte er das Institut für Bildungsökonomie, das sich mit der Erforschung der ökonomischen Verhältnisse der deutschen Waldorfschulen auseinandersetzte, sowie das Institut für Bildungsforschung und Bildungsrecht (IfBB).
Hardorp war Autor von Veröffentlichungen zum Steuerrecht („Konsumsteuer“), zur Geldtheorie, zu bildungsökonomischen und anthroposophischen Themen.

## Veröffentlichungen (Auswahl)
- Anthroposophie und Dreigliederung. Das soziale Leben als Entwicklungsfeld des Menschen, Verlag Freies Geistesleben, 1986, ISBN 3-7725-0873-1.
- Elemente einer sozialen Baukunst. Ein Beitrag zum Unternehmensverständnis. In: Der Mensch in der Gesellschaft. Hrsg. Stefan Leber. Stuttgart 1977, S. 42–64., B-01-02.PDF
- Anthroposophie und die sozialen Herausforderungen. Verlag am Goetheanum, Dornach 1994, ISBN 3-7235-0697-6.
- Elemente einer Neubestimmung des Geldes und ihre Bedeutung für die Finanzwirtschaft der Unternehmung. (Zugl. Dissertation Universität Freiburg i. Br. 1958), Universitätsverlag Karlsruhe, Karlsruhe 2008, ISBN 978-3-86644-265-8.
- Arbeit und Kapital als schöpferische Kräfte. Einkommensbildung und Besteuerung als gesellschaftliches Teilungsverfahren, Universitätsverlag Karlsruhe, Karlsruhe 2008, ISBN 978-3-86644-250-4.
- Das „Vaterunser“ als mantrisches Bild des Welt- und Menschenwerdens. Verlag für Anthroposophie, Dornach 2011, ISBN 978-3-03769-037-6.
- Sozialer Auftrag und Leben aus Anthroposophie. Anregungen für das seelische Leben von Gemeinschaft und Ich. Verlag für Anthroposophie, Dornach 2014, ISBN 978-3-03769-048-2.
- Grundeinkommen und richtiger Preis. Marc Desaules stellte kürzlich Rudolf Steiners Forderung nach einem richtigen Preis der Idee eines bedingungslosen Grundeinkommens gegenüber. Sind es tatsächlich Gegensätze? In: Das Goetheanum, 2013.